# Tietmaro de Merseburgo
Tietmaro de Marseburgo (también Thietmar, Dietmar o Dithmar) (25 de julio de 975-1 de diciembre de 1018) fue un cronista medieval, obispo de Merseburgo.

## Vida
Tietmaro era hijo de Sigfrido el Viejo, conde de Walbeck (muerto el 15 de marzo de 991) y estaba emparentado con la familia de Otón I el Grande y Cunegunda (956–997), hija de Enrique el Calvo, conde de Stade. Tietmaro estudió en Quedlinburgo y Magdeburgo y se convirtió en preboste de la Abadía de Walbeck en 1002 y en obispo de Merseburgo siete años después. Tomó parte en los acontecimientos políticos de su tiempo; en 994 fue rehén en manos de los nórdicos y la realidad de la guerra no le era desconocida.
Murió en 1018 y está enterrado en la catedral de Merseburgo.

## Crónica de Tietmaro

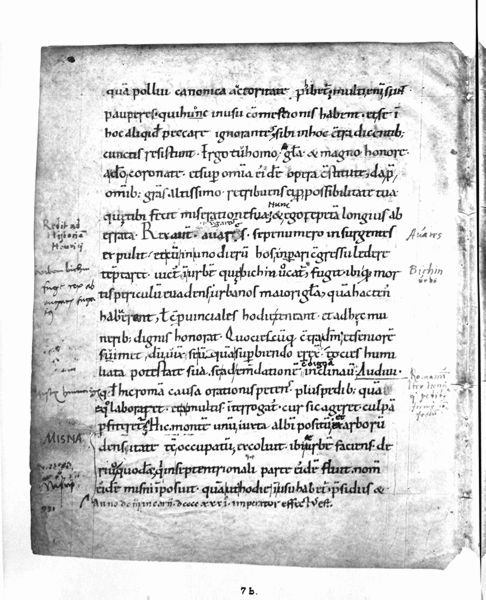
Página de la Crónica de Tietmaro

Entre 1012 y 1018 Tietmaro escribió un Chronicon, un crónica en ocho libros que trata del período entre los años de 908 y 1018. Para la primera parte de la obra utiliza como fuente la  Res gestae Saxonicae del monje Viduquindo de Corvey, los Annales Quedlinburgenses y otras; la última parte es resultado de su conocimiento personal. 
El estilo de su latín y su composición no son de gran calidad, ya que tal y como revela el manuscrito original, Tietmaro continuó haciendo correcciones y escribiendo encima del mismo después de terminarlo. No siempre diferencia bien los acontecimientos importantes y los que carecen de relevancia. 
Sin embargo, la crónica es una excelente autoridad sobre la historia de Sajonia durante el reinado de los emperadores Otón III y Enrique II. Hay datos sobre muchos asuntos, pero las partes más detalladas se refieren al obispado de Merseburgo y a las guerras contra los wendos y polanos.
El manuscrito original se trasladó a Dresde en 1570. Durante el bombardeo de la ciudad durante la Segunda Guerra Mundial sufrió grandes daños y sólo unos cuantos folios permanecen intactos. Por fortuna, L. Schmidt había publicado una edición facsímil completa (Dresde, 1905).
La afirmación de Tietmaro de que la Cruz de Gerón en la catedral de Colonia la había encargado el Arzobispo Gerón fue rechazada por los historiadores hasta la década de 1920: creían que se refería a otra cruz. En 1976 la dendrocronología confirmó que Tietmaro estaba en lo cierto.

## Ediciones y traducciones de la Crónica de Tietmaro

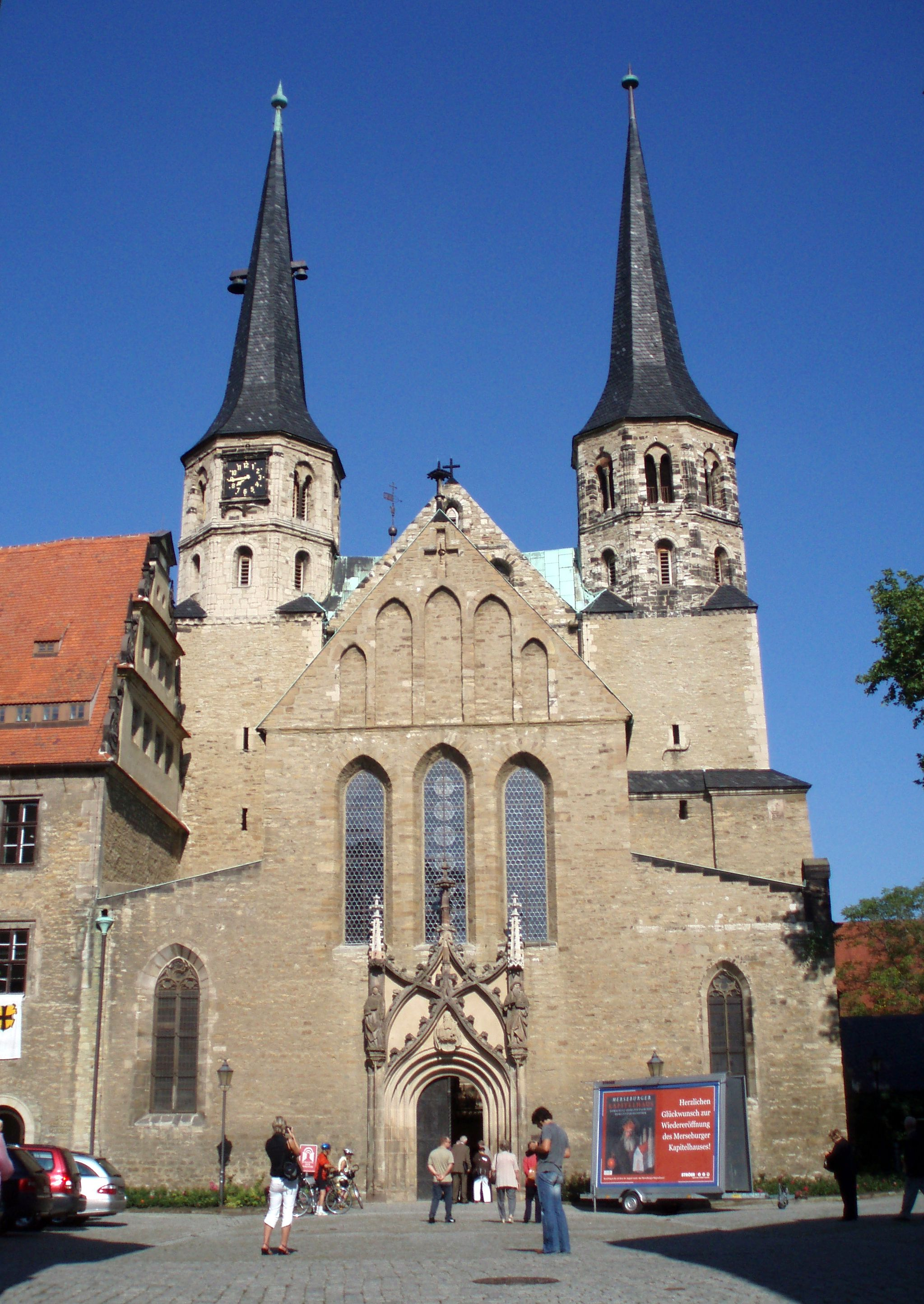
Catedral de Merseburgo

Thietmari Merseburgensis episcopi Chronicon:
- Mentzel-Reuters, Arno und Gerhard Schmitz. Chronicon Thietmari Merseburgensis. MGH. Munich, 2002. Imágenes del Dresden MS (preparadas por Birgit Arensmann y Alexa Hoffmann), opciones de búsqueda y la edición de Holtzmann en 1935, available online
- Holtzman, Robert (ed.) and J.C.M. Laurent, J. Strebitzki und W. Wattenbach (trs.). Die Chronik des Thietmar von Merseburg. Halle, 2007 (1912). ISBN 978-3-89812-513-0. Nueva publicación basada en ediciones y traducciones alemanas anteriores. Incluye 48 ilustraciones de Klaus F. Messerschmidt.
- Holtzmann, Robert (ed.). Die Chronik des Bischofs Thietmar von Merseburg und ihre Korveier Überarbeitung. MGH Scriptores rerum Germanicarum NS 9. Berlín, 1935. Disponible en digital MGH
- Wattenbach, Wilhem y Friedrich Kurze (eds.). Thietmari Merseburgensis episcopi Chronicon. MGH Scriptores rerum Germanicarum in usum scholarum separatim editi 54. Hanóver, 1889. PDF disponible en línea en el Internet Archive.
- Lappenberg, J.M. (ed.). "Thietmari Chronicon a 919-1018." En Annales, chronica et historiae aevi Saxonici, ed. Heinrich Pertz. MGH Scriptores (in Folio) 3. Hanóver, 1839. 723–871. Disponible en línea Archivado el 20 de febrero de 2018 en Wayback Machine.
- Warner, David A. (tr.). Ottonian Germany. The Chronicon of Thietmar of Merseburg. Manchester, 2001. ISBN 0-7190-4925-3. Traducción inglesa.
- Trillmich, Werner (tr.). In Thietmar von Merseburg. Chronik. Ausgewählte Quellen zur Deutschen Geschichte des Mittelalters vol 9. 8th ed. Darmstadt: Wissenschaftliche Buchgesellschaft, 2002 (1957). ISBN 3-534-00173-7. Traducción al alemán moderno.
- Holtzmann (tr.). 1938. GdV, 4.Aufl. Traducción alemana.
- von Laurent (tr.). 2. Aufl. Berlín, 1879. Traducción alemana.